# Limnophora kinangopana
Limnophora kinangopana är en tvåvingeart som beskrevs av Fritz Isidore van Emden 1951. Limnophora kinangopana ingår i släktet Limnophora och familjen husflugor.
Artens utbredningsområde är Kenya. Inga underarter finns listade i Catalogue of Life.